# Accidente del Piper PA-46 en 2019
El 21 de enero de 2019, se informó de que un avión Piper PA-46 Malibu se había perdido en el canal de la Mancha. El avión salió desde el Aeropuerto de Nantes Atlantique, Francia, con destino al Aeropuerto Internacional de Cardiff, Reino Unido, pero desapareció de los radares cerca de la isla de Guernsey. Los ocupantes del avión eran el futbolista argentino Emiliano Sala y el piloto David Ibbotson. Después de que el gobierno británico diera por finalizada la búsqueda, la familia de Sala contrató una empresa privada para que continuara el trabajo. Finalmente el 3 de febrero, tras estar 2 semanas el avión desaparecido, gran parte del fuselaje del avión fue hallado en las profundidades del Canal y al día siguiente, el 4 de febrero, se encontró un cuerpo entre los restos que fue recuperado el 6 de febrero. El 7 de febrero, se confirmó que el cuerpo era el de Sala. El cuerpo del piloto no se ha encontrado.
El contacto con el radar se perdió cuando el avión se encontraba a 13 millas náuticas (24 km; 15 millas) al norte de Guernsey. Después de que se abandonara la búsqueda de supervivientes el 24 de enero, se inició una búsqueda privada de los restos del avión. El cuerpo de Sala fue recuperado, pero no se encontró ningún rastro del piloto David Ibbotson.
La investigación de la AAIB encontró que el cuerpo de Sala mostraba altos niveles de envenenamiento al monóxido de carbono que se había filtrado en la cabina del avión y que pudo haber afectado la conciencia del piloto. La calificación de Ibbotson para volar el avión expiró en noviembre de 2018, lo que invalidó su licencia y no estaba calificado para volar de noche. David Henderson, quien organizó el vuelo y originalmente estaba previsto que fuera el piloto, fue acusado de poner en peligro la seguridad de una aeronave. Fue declarado culpable el 28 de octubre de 2021, tras un juicio en el Tribunal de la Corona de Cardiff, y encarcelado durante 18 meses.
Se concluyó en el informe final que Sala y el piloto sufrieron de envenamiento al monóxido de carbono lo que provocó un error del piloto y la parcial desintegración en el aire de la aeronave y finalmente el impacto contra el agua.

## Aeronave

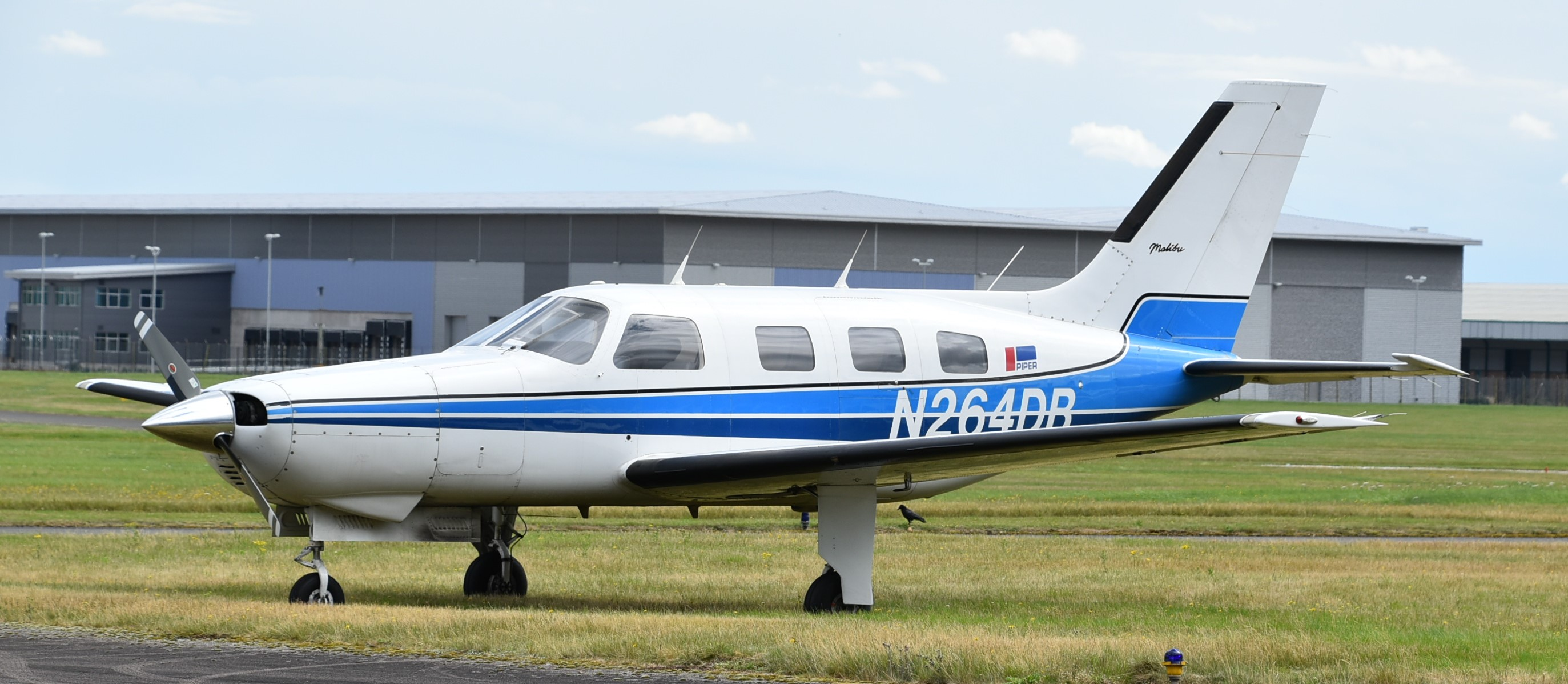
El avión accidentado en 2019.

La aeronave involucrada era un Piper PA-46 Malibu, un tipo de seis asientos equipado con un motor de un solo pistón, registrado en Estados Unidos como N264DB, número de serie 46-8408037. La aeronave fue fabricada en 1984. El Certificado de Matrícula se emitió el 11 de septiembre de 2015.

Ibbotson y Sala habían expresado dudas sobre el avión que estaban utilizando. En una conversación telefónica después de aterrizar en Nantes, Ibbotson lo describió como "dudoso" y contó cómo había escuchado una explosión mientras estaban en medio del canal. Y en un mensaje de audio de WhatsApp justo después del despegue en el vuelo de regreso, Sala dijo: 

"Ahora estoy a bordo de un avión que parece que se está cayendo a pedazos... Si no tienes más noticias en una hora y medio, no sé si necesitan enviar a alguien a buscarme. ¡Me estoy asustando!"

Cardiff City le había ofrecido a Sala un vuelo comercial desde París, pero él dijo que había hecho arreglos alternativos y que entrenaría con sus nuevos compañeros de equipo la mañana siguiente al vuelo.
El avión estaba registrado a nombre de un administrador, Southern Aircraft Consultancy en Bungay, Suffolk, Reino Unido.

## Desaparición
El avión despegó del aeropuerto de Nantes Atlantique a las 19:15 GMT (20:15 CET) con destino al aeropuerto de Cardiff. Sala había sido fichado dos días antes por el Cardiff City Football Club procedente del FC Nantes. El piloto fue identificado por la policía de Guernsey como David Ibbotson.  Poco antes de que se perdiera el contacto con el control de tráfico aéreo de Jersey, el piloto solicitó descender de 5000 a 2500 pies (1520 a 760 m), para mantener las condiciones meteorológicas visuales. El contacto del radar se perdió cuando la aeronave estaba a una altitud de 2300 pies (700 m). Ibbotson perdió el control de la aeronave mientras maniobraba para evitar las nubes, y la aleta trasera y parte de ambas alas se rompieron con una velocidad superior al límite de diseño.
A las 20:23 GMT, la Guardia Costera de Guernsey recibió una alerta del control de tráfico aéreo de Jersey diciendo que un avión había salido del radar a unas 13 millas náuticas (24 km; 15 millas) al norte de Guernsey.  El avión se encontraba entonces a unas 7 millas náuticas (13 km; 8 millas) al noroeste de Alderney, Islas del Canal, cerca del faro de Casquets.
El vuelo fue organizado por el agente de fútbol Willie McKay, quien dijo que no participó en la selección del avión ni del piloto. Originalmente, David Henderson tenía la intención de pilotar el avión él mismo, pero el vuelo le fue encomendado a David Ibbotson. El plan de vuelo mostraba que el avión estaba programado para despegar a las 09:00 GMT (10:00 CET) del 21 de enero, pero se retrasó hasta la noche

## Búsqueda

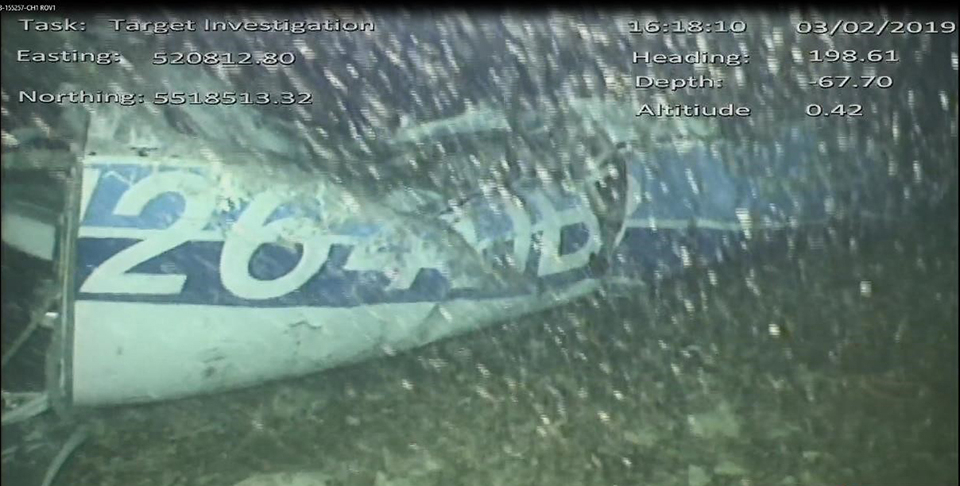
Imagen de la «Subdivisión de Investigación de Accidentes Aéreos» (AAIB en inglés) de los restos del Piper PA-46 Malibu que se encuentran en el fondo marino.

Se lanzó una operación de búsqueda y rescate, pero se suspendió a las 02:00 GMT del 22 de enero debido al empeoramiento de las condiciones meteorológicas. Aunque la zona estaba fuera del área de responsabilidad del Reino Unido, la Guardia Costera de Su Majestad envió dos helicópteros para ayudar en la búsqueda de la aeronave. También se envió un helicóptero francés para participar en la búsqueda, al igual que los botes salvavidas de Alderney y Guernsey.
La búsqueda se reanudó a las 08:00 GMT del 22 de enero. A las 11:45 GMT, un total de 755 millas náuticas cuadradas (2.590 km 2 ; 1.000 millas cuadradas) habían sido cubiertas por cinco aviones y dos botes salvavidas, pero no se había encontrado ningún rastro del avión.
Un buque de la Armada francesa también participó en la búsqueda. A las 15:30 GMT del 22 de enero, un avión y un bote salvavidas todavía estaban buscando, lo que eleva el área total cubierta a 872 millas náuticas cuadradas (2991 km 2 ; 1155 millas cuadradas). La búsqueda fue nuevamente suspendida la tarde del 22 de enero. Se encontraron objetos flotantes, pero no se confirmó que procedieran del avión desaparecido. La búsqueda se reanudó a las 08:00 GMT del 23 de enero con dos aviones buscando zonas costeras alrededor de Alderney. A las 11:30 GMT, un helicóptero y tres aviones continuaban la búsqueda e intentaban revisar imágenes satelitales y datos de teléfonos móviles; Aún no había rastros del avión desaparecido.
El 23 de enero, la Búsqueda Aérea de las Islas del Canal dijo que habían abandonado la esperanza de encontrar supervivientes en el agua. La búsqueda ahora se centró en la posibilidad de que los supervivientes estuvieran en una balsa salvavidas en el Canal de la Mancha. La búsqueda oficial fue cancelada el 24 de enero porque se decía que las posibilidades de supervivencia eran "extremadamente remotas". La búsqueda había cubierto 1.284 millas náuticas cuadradas (4.403 km 2; 1.700 millas cuadradas) de tierra y mar, abarcando Burhou, Les Casquets, Alderney, la costa norte de la península de Cherburgo y la costa norte de Jersey y Sark.

## Investigación

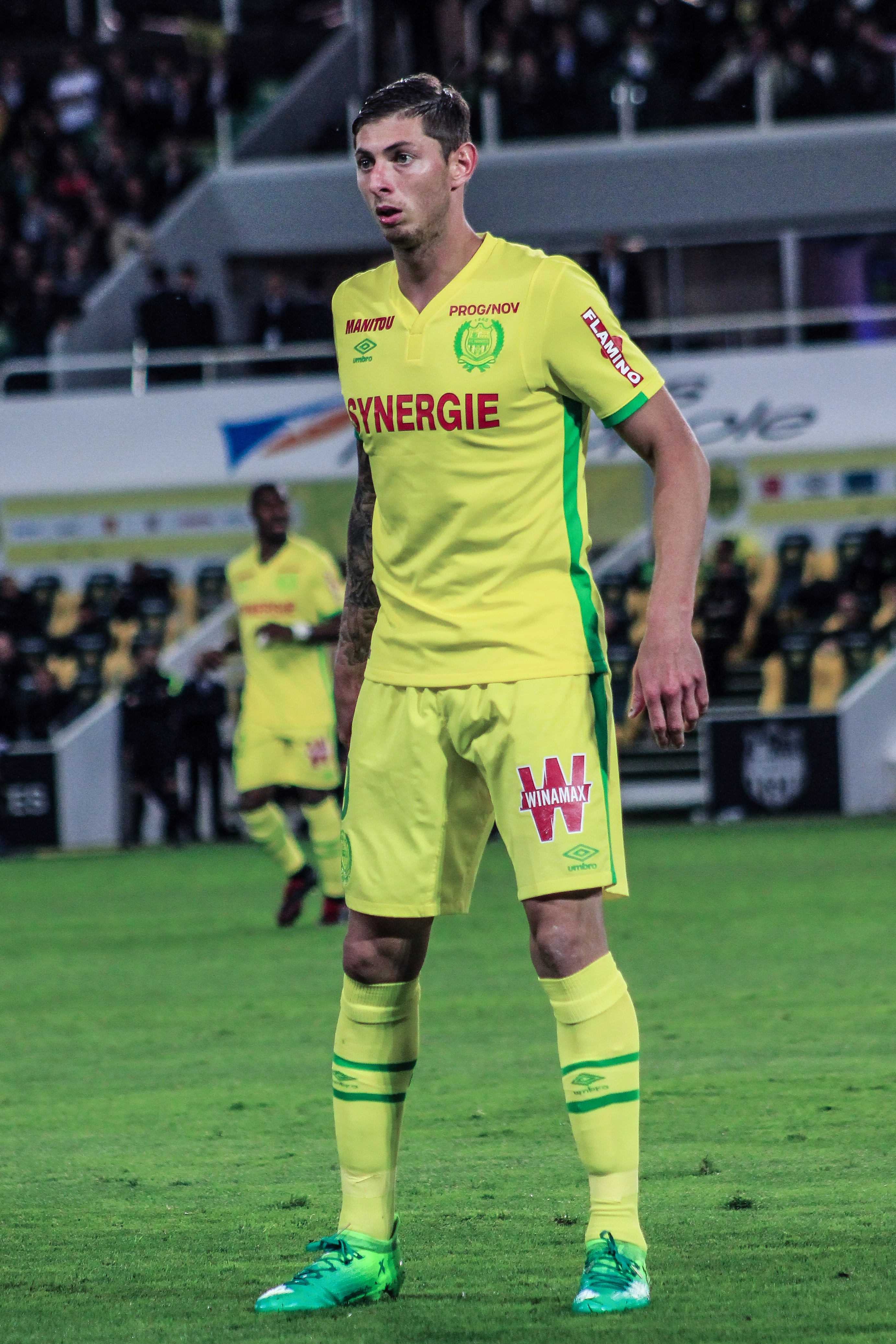
Emiliano Sala jugando para su último club el F. C. Nantes, imagen de 2017.

El lugar del accidente se encuentra en aguas internacionales. Según el Anexo 13 del Convenio sobre Aviación Civil, la Junta Nacional de Seguridad en el Transporte (NTSB) tenía la responsabilidad de investigar el accidente porque la aeronave estaba matriculada en los Estados Unidos. La NTSB, de acuerdo con la Rama de Investigación de Accidentes Aéreos (AAIB), delegó la responsabilidad de la investigación en la AAIB porque la aeronave tenía su base en el Reino Unido. El 23 de enero de 2019, la AAIB abrió una investigación sobre el accidente. La Oficina de Investigación y Análisis para la Seguridad de la Aviación Civil, la Autoridad de Aviación Civil Británica, la Agencia de Seguridad Aérea de la Unión Europea, la Junta de Investigación de Accidentes de Aviación Civil de Argentina y la NTSB brindaron asistencia en la investigación.
Parte de la investigación abarcó los aspectos operativos relacionados con el accidente, incluidas las licencias y los planes de vuelo. David Ibbotson había recibido formación para convertirse en piloto comercial entre 2012 y 2014, pero la abandonó antes de completarla; su licencia de piloto privado no le permitía transportar pasajeros con fines de lucro.: 8  La habilitación de tipo de licencia de vuelo de Ibbotson para el Piper Malibu había expirado meses antes del accidente. Mientras estaba en el aeropuerto de Nantes Atlantique, Ibbotson había publicado en Facebook que estaba "un poco oxidado" con el sistema de aterrizaje por instrumentos del Piper Malibu.
Las pruebas post mortem realizadas al cuerpo de Sala mostraron exposición a monóxido de carbono con un nivel de carboxihemoglobina del 58%, lo que podría haber provocado síntomas como convulsiones, pérdida del conocimiento o un ataque cardíaco. La AAIB considera probable que el piloto también hubiera estado expuesto al monóxido de carbono. La AAIB dijo que no tenía planes de sacar los restos del avión del fondo del mar y dijo: "En este caso, consideramos que no contribuirá significativamente a la investigación e identificaremos los problemas de seguridad correctos por otros medios."

### Informe final de la AAIB
La AAIB publicó su informe final sobre el accidente el 13 de marzo de 2020. Concluyó que el piloto David Ibbotson no tenía licencia para volar el avión ya que su habilitación había expirado en noviembre de 2018, y que no estaba calificado para volar de noche. La investigación afirmó que "ni el avión ni el piloto tenían las licencias o permisos requeridos para operar comercialmente". El informe concluyó que Sala habría estado "profundamente inconsciente" debido a una intoxicación por monóxido de carbono en el momento del accidente, pero que Ibbotson todavía estaba consciente y en control del avión hasta el momento del accidente.

### Encuesta
Tras la condena de Henderson en octubre de 2021, la investigación sobre las dos muertes se abrió el 15 de febrero de 2022 en Bournemouth. Concluyó el 17 de marzo con el veredicto de que Sala e Ibbotson habían sido afectados por envenenamiento por monóxido de carbono del motor del avión antes del accidente. El jurado dijo que Ibbotson pudo haberse "sintido bajo presión" para volar debido a la importancia del cliente, mientras que el forense pidió una regulación más estricta de los vuelos comerciales sin licencia.

## Procedimientos legales
En septiembre de 2019, el director de la empresa responsable de la seguridad en la morgue de Bournemouth fue encarcelado durante 14 meses por acceder a imágenes de CCTV de la autopsia de Sala y publicarlas en Twitter. Uno de sus empleados fue encarcelado durante 5 meses por el mismo cargo de uso indebido de la computadora.
En junio de 2019, la policía de Dorset arrestó a David Henderson bajo sospecha de homicidio involuntario por un acto ilegal con respecto a la muerte de Sala. Henderson había organizado el vuelo y originalmente tenía la intención de pilotear el avión. La policía decidió no continuar con el caso por homicidio involuntario, pero el 26 de octubre, Henderson compareció ante el Tribunal de la Corona de Cardiff, a través de un enlace de vídeo, acusado de poner en peligro la seguridad de una aeronave e intentar desalojar a un pasajero sin permiso o autorización válida. Henderson se declaró inocente de ambos cargos y se le concedió la libertad bajo fianza hasta el 18 de octubre de 2021. En esa fecha, se declaró culpable del cargo de intentar desalojar a un pasajero sin permiso o autorizaciónEl 28 de octubre, Henderson fue declarado culpable del cargo de poner en peligro la seguridad de una aeronave,  y encarcelado durante dieciocho meses.

## Filmografía
Este accidente fue presentado en el episodio 9 de la temporada 24 de la serie de televisión canadiense Mayday: catastrofes aéreas titulado "Lost Star Footballer" y en Latinoamérica "Futbolista estrella perdido", transmitido en National Geographic Channel.